# St. Jude's Highway
St. Jude's Highway es una localidad de Santa Lucía que forma parte del distrito de Vieux Fort.